# Garopaba
Garopaba este un oraș în Santa Catarina (SC), Brazilia.